# Дебрянка
Дебрянка — река в Тверской области России, в бассейне Западной Двины. Длина реки составляет около 8 км.

## География
Протекает по территории Торопацкого сельского поселения Андреапольского района.
Берёт начало в болотистой местности к югу от бывшей деревни Ровенка. Течёт в восточном направлении и впадает в озеро Дешковское, из которого вытекает река Русановка.

## Притоки
Справа (с юга) в Дебрянку впадает безымянный ручей.

## Населённые пункты
На берегу Дебрянки расположена деревня Кленица.
Ранее на реке также находились населённые пункты Кочедынова, Мельница и другие.